# Sympetrum orientale
Sympetrum orientale е вид водно конче от семейство Libellulidae.

## Разпространение
Видът е разпространен в Индия (Аруначал Прадеш, Асам, Западна Бенгалия и Мегхалая) и Непал.